# صنایع دفاعی اسرائیل
صنایع دفاعی اسرائیل (به انگلیسی: Defense industry of Israel) یک بخش مهم استراتژیک و یک کارفرمای بزرگ و همچنین تأمین کننده اصلی نیروهای دفاعی اسرائیل است. این کشور یکی از صادرکنندگان اصلی تجهیزات نظامی در جهان است که در سال ۲۰۰۷، ۱۰ درصد از این بخش در جهان را به خود اختصاص داد. سه شرکت اسرائیلی که در فهرست سال ۲۰۲۲ انستیتو بین‌المللی پژوهش‌های صلح استکهلم، جزو ۱۰۰ شرکت برتر تولیدکننده تسلیحات و خدمات نظامی در جهان قرار گرفتند: البیت سیستمز، صنایع هوافضای اسرائیل و رافائل هستند. این کشور همچنین با سهم ۲٫۳ درصدی از صادرات جهانی تسلیحات برتر در سال ۲۰۲۳، یک بازیگر اصلی در بازار جهانی تسلیحات است. مجموع قراردادهای تحویل تسلیحات بین سال‌های ۲۰۰۴ و ۲۰۱۱ در اوج به ۱۲٫۹ میلیارد دلار رسید. بیش از ۱۵۰ شرکت دفاعی در کشور وجود دارد که در حال فعالیت بوده و در مجموع، سالانه بیش از ۳٫۵ میلیارد دلار درآمد دارند. صادرات تجهیزات دفاعی اسرائیل در سال ۲۰۱۲ به ۷ میلیارد دلار بالغ شد که ۲۰ درصد نسبت به میزان صادرات مرتبط با صنعت دفاع در سال ۲۰۱۱ افزایش داشته است. در پی حمله روسیه به اوکراین، صادرات تسلیحات در سال ۲۰۲۲ به ۱۲٫۵ میلیارد دلار رسید. بخش عمده ای از ارزش صادرات، مربوط به به ایالات متحده و اروپا است. سایر مناطق اصلی که تجهیزات دفاعی اسرائیل را خریداری می‌کنند شامل آسیای جنوب شرقی و آمریکای لاتین است. هند همچنین یک کشور اصلی مربوط به صادرات تسلیحات اسرائیل است و همچنان به عنوان یکی از بزرگ‌ترین بازار تسلیحات اسرائیل در جهان باقی مانده است.

## تاریخچه
۱۹۳۰–۱۹۷۰
در طی دهه ۱۹۳۰، تولید مواد منفجره و سلاح‌های کوچک برای پیشگامان نیروهای دفاعی اسرائیل در کارخانه‌های اسلحه‌سازی سری شروع شد. واحدهای یهودی در جنگ ۱۹۴۸ اعراب و اسرائیل از جنگ ۱۹۴۹–۱۹۴۷، با به کار گرفتن مسلسل استن، نارنجک، خمپاره‌انداز سبک، جنگ‌افزارهای ضدتانک، شعله‌افکن و مهمات سبک که بیشتر آنها در اسرائیل تولید می‌گردید همراه با ماشین‌آلات مازاد آمریکا که بعد از رخداد جنگ جهانی دوم باقی‌مانده بود، به نبرد پرداختند. پس از استقلال اسرائیل در سال ۱۹۴۸ و جدا شدن از بریتانیا، دولت جدید توانست هواپیما، تانک و توپخانه مازاد بیشتری برای هنگام نبرد وارد کند. صنایع تسلیحات اسرائیل کیفیت ویژه‌ای از ارتقاء و تعمیرات اساسی و بر روی این تجهیزات اعمال کرد. مسلسل یوزی طراحی شده در اسرائیل، از سال ۱۹۵۴ مورد استفاده واقع شد و توسط نیروهای امنیتی و ارتش بسیاری از کشورها به کار گرفته شد و به موفقیت بزرگ در صادرات نائل شود که درآمد مطلوبی را برای صنایع تسلیحاتی اسرائیل به دنبال داشت. معامله تسلیحاتی مصر و چکسلواکی در سال ۱۹۵۵ و جنگ شبه‌جزیره سینا ۱۹۵۶ به اسرائیل انگیزه بیشتری داد تا به تولید سلاح داخلی بپردازد. تصمیم اسرائیل مبنی بر تبدیل شدن به تولیدکننده عمده تسلیحات زمانی اتخاذ گردید که درست قبل از شروع جنگ شش‌روزه در سال ۱۹۶۷، فرانسه به عنوان تأمین کننده اصلی سلاح اسرائیل، مبادرت به وضع ممنوعیت معاملات تسلیحاتی با اسرائیل کرد.
دهه ۱۹۷۰

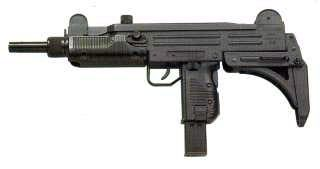
مسلسل یوزی طراحی اسرائیل، در بسیاری از کشورها به کار گرفته شد و به موفقیت بزرگ در صادرات نائل گردید.

از میانه دهه ۱۹۷۰ تا اواخر آن، تأمین کنندگان تسلیحات اسرائیلی سهم فزاینده‌ای از تحویل سیستم‌های اصلی تسلیحات به نیروهای دفاعی اسرائیل را در دست گرفتند. این سیستم‌ها شامل قایق موشک‌انداز رشف، هواپیمای جنگنده کفیر، موشک گابریل و تانک مرکاوا بود.

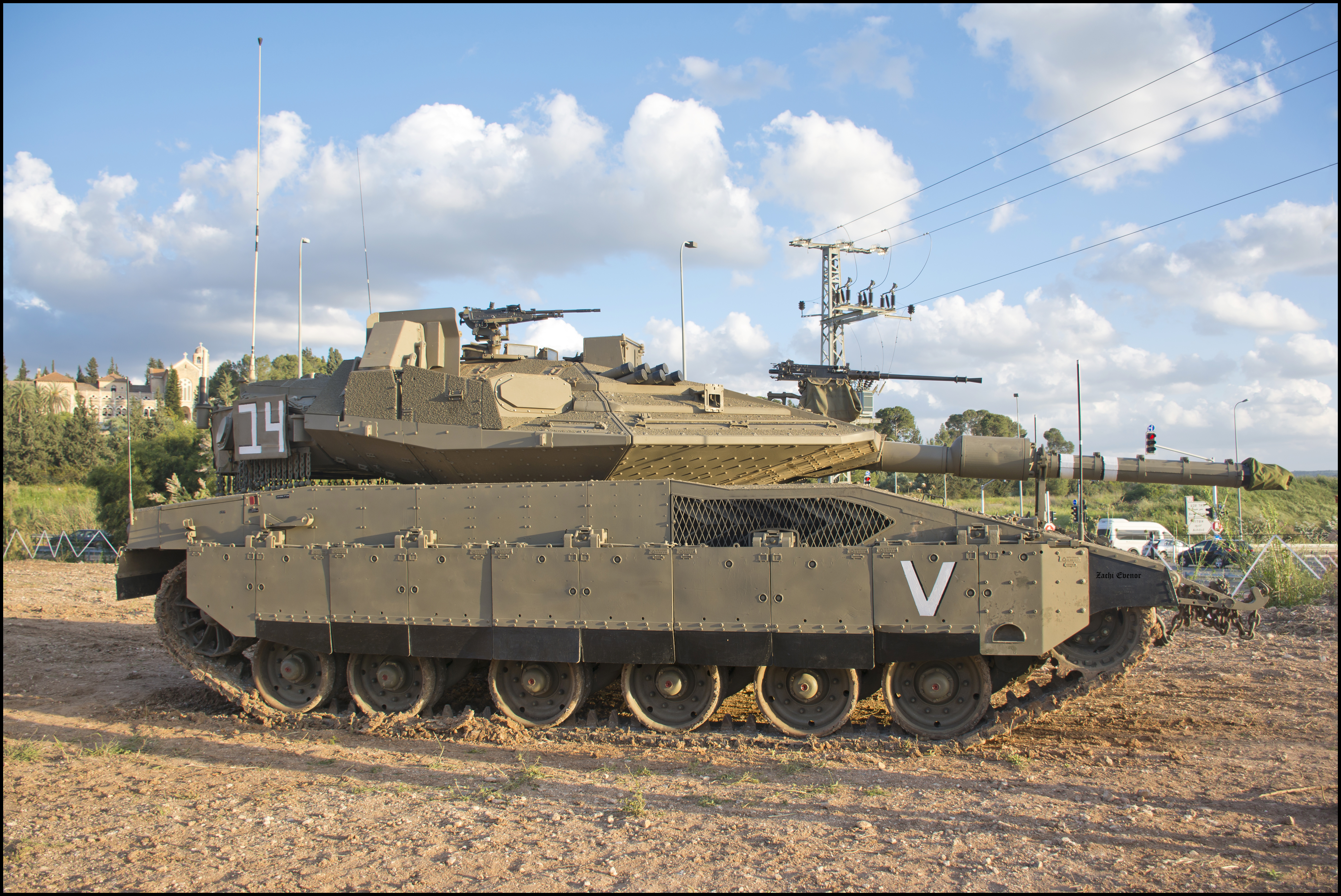
تانک مرکاوا Mk 4M

تولیدات داخلی، هزینه‌های ارزی واردات را کاهش داد، مرتبه‌ای از خوداتکایی را در برابر خطر تحریم تسلیحاتی برآورده ساخت و به تطبیق‌سازی طراحی تجهیزات خارجی برای برآورده کردن نیازهای اسرائیل کمک کرد. تمرکز عالی دانشمندان، مهندسان و تکنسین‌های شایسته، زمینه صنایع در حال رشد، ورود منابع دولتی به سوی پژوهش و توسعه نظامی، به گسترش سریع تجهیزات نظامی تولید داخل یاری رساند.
دهه ۱۹۸۰

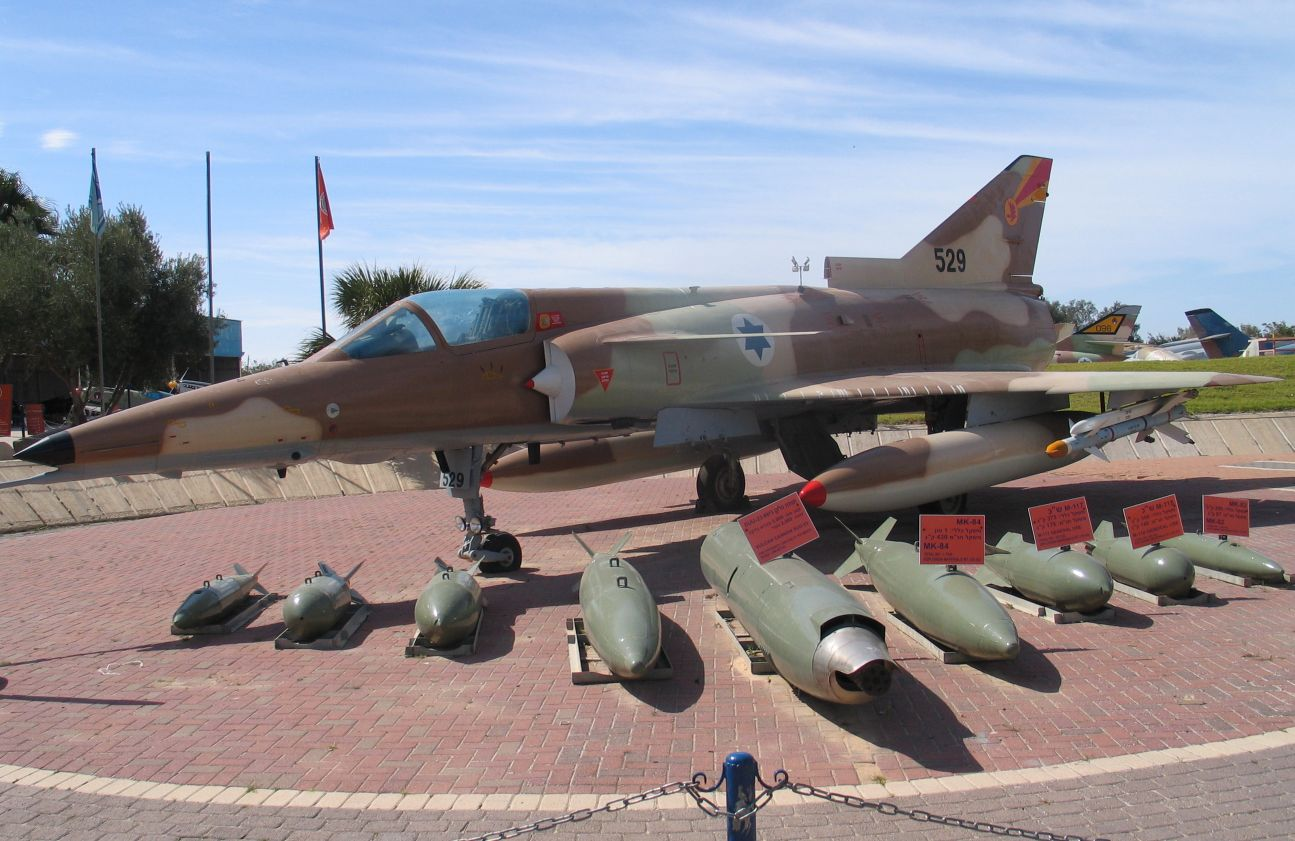
جت جنگنده کفیر IAI

در سال ۱۹۸۸، بیش از ۱۵۰ شرکت صنایع دفاع و مرتبط با آن (در بخش مقاطعه‌کاری هزاران شرکت دست اندرکار بودند) در سه دسته مالکیتی شامل شرکت دولتی، شرکت خصوصی و شرکت ترکیبی دولتی خصوصی، طبقه‌بندی شدند. شرکت متصدی توسعه تسلیحات که بیشتر با عنوان رافائل معروف است، آژانس اصلی پژوهش و توسعه نظامی است که مسئولیت تعریف پروژه‌های توسعه مربوط به نیازهای مهماتی  واحدهای میدانی نیروی دفاعی اسرائیل را بر عهده دارد.

## هوافضا

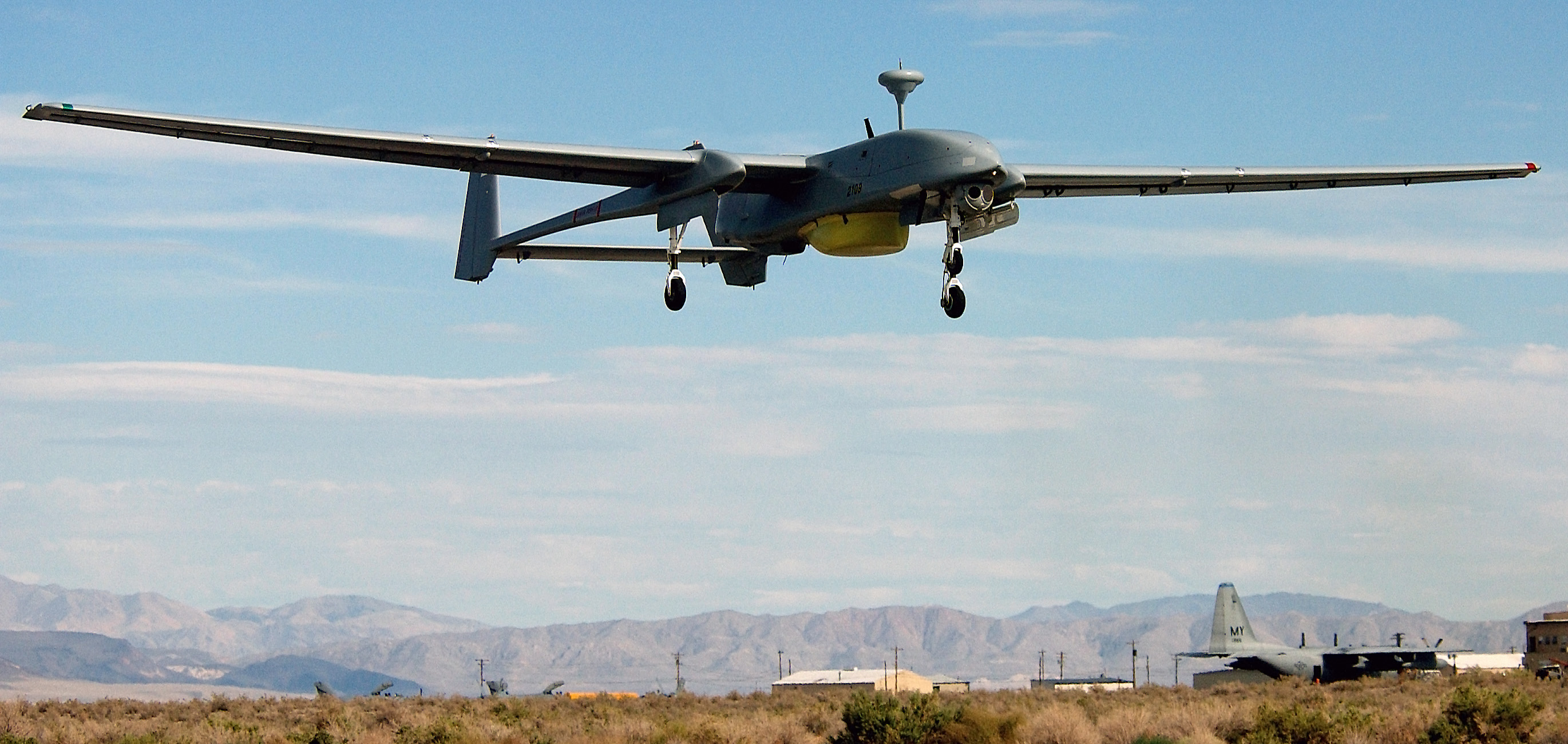
هارون ۱، هواپیمای بدون سرنشین که توسط صنایع هوافضای اسرائیل ساخته شده و توسعه یافت.

صنایع هوافضای اسرائیل (اختصاری IAI)(به عبری: תע"א) سازنده اصلی در بخش هوافضا و هوانوردی اسرائیل است که سیستم‌های هوایی را برای کاربردهای نظامی و غیرنظامی تولید می‌کند. در سال ۲۰۰۷، ۱۶۰۰۰ کارمند داشت. صنایع هوافضای اسرائیل به‌طور کامل تحت مالکیت دولت اسرائیل قرار دارد.
اسرائیل به عنوان پیشروترین صادرکننده پهپاد در جهان مطرح است. بر اساس گزارش انستیتو بین‌المللی پژوهش‌های صلح استکهلم، شرکت‌های دفاعی اسرائیل بالغ بر ۴۱ درصد از کل پهپادهای صادر شده در سال‌های ۲۰۰۱–۲۰۱۱ را در اختیار خود داشت.